# Karel Sabbe

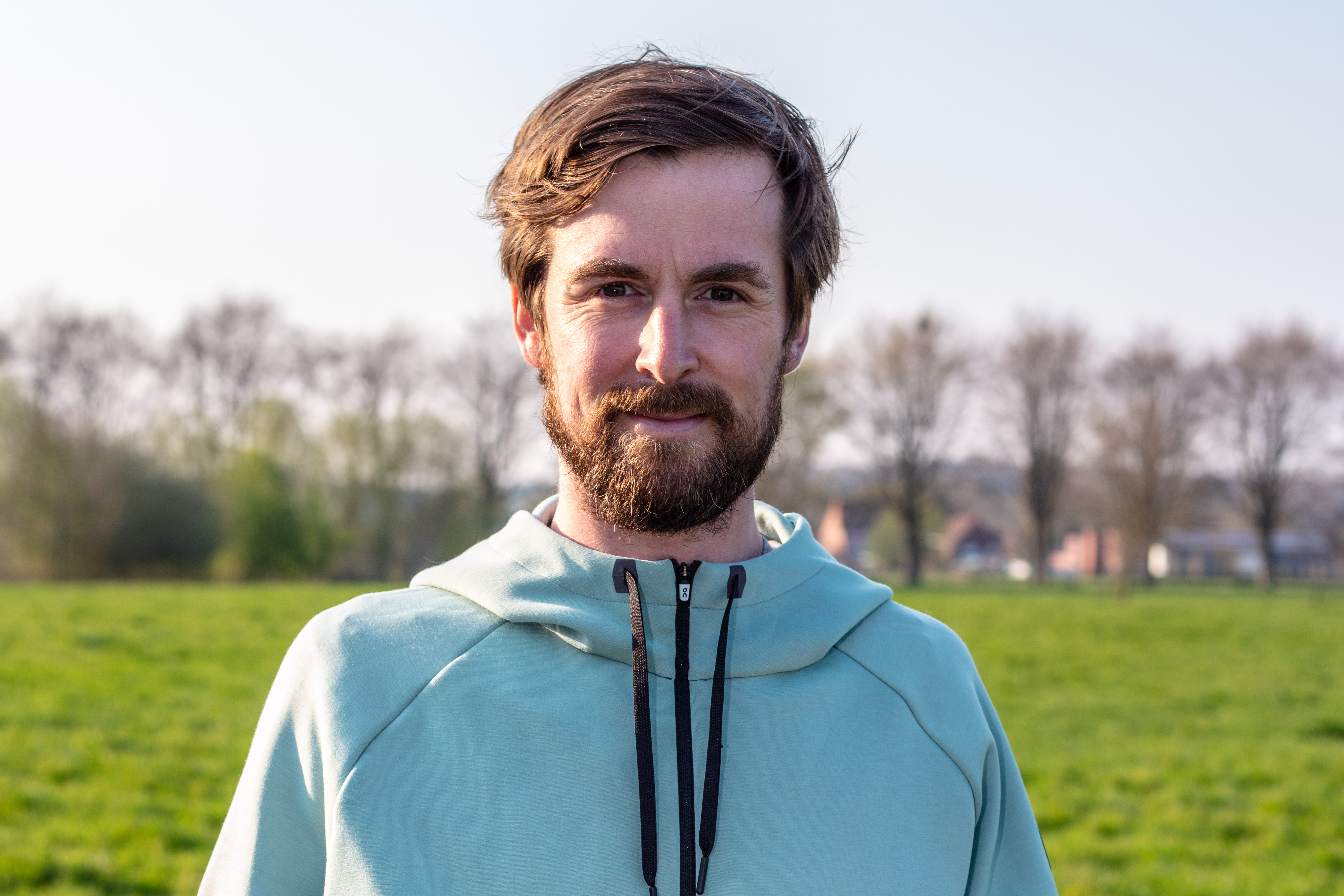
Karel Sabbe

Karel Sabbe (* 1989 in Waregem) ist ein belgischer Trail- und Ultraläufer.

## Leben
Karel Sabbe ist von Beruf Zahnarzt. Während seiner Kindheit ging er zusammen mit seinen Eltern in den Sommerferien oft wandern, in der Schulzeit wurde daraus eine Leidenschaft. Schließlich nahm er Langdistanzen in Angriff, u. a. nahm er 2015 in Neuseeland am Rennen Coast to Coast teil, das aus 36 km Traillauf, 73 km Kayaking und 140 km Radfahren besteht. Nach dieser Erfahrung beschloss er, sich ganz aufs Traillaufen zu konzentrieren. Als Nächstes nahm er auf den bekanntesten Trails der Welt die jeweils Fastest Known Time (FKT) in Angriff.
2016 nahm er in Vorbereitung für den Pacific Crest Trail am Marathon des Sables teil, wo er bei über 1.200 Startern in den Top 40 ins Ziel kam. Den 4.300 km langen Pacific Crest Trail bewältigte er in 52 Tagen und stellte damit den Rekord von Joe McConaughy ein. Er unterbot 2018 den bisherigen Rekord auf dem Appalachian Trail, der ebenfalls von Joe McConaughy gehalten wurde, um vier Tage und absolvierte den Lauf bereits nach 41 Tagen. Mit beiden Rekorden ist er im Guinness Buch der Rekorde gelistet.
Im Sommer 2020 wurde er Rekordhalter auf der Alta Via 2 in den Italienischen Dolomiten. Im Oktober 2020 gewann er mit einem neuen Weltrekord von 75 Runden (entspricht 502 km in 75 h) den World Champion Big's Backyard Ultra.
2021 stellte er einen neuen Geschwindigkeitsrekord auf der Via Alpina in den Alpen auf. Er bewältigte den Red Trail, die längste Distanz, in 30 Tagen, 8 Stunden und 40 Minuten.
Im März 2023 überquerte Karel bei seinem dritten Barkley-Marathons-Start („Fun Run“ Finisher 2019 und 2022) die Ziellinie nach 59 Stunden, 53 Minuten und 33 Sekunden – gerade mal 6,5 Minuten vor Ablauf des Zeitlimits und damit die langsamste Zielzeit in der Geschichte des Wettbewerbs. Dieser „Rekord“ wurde am 22. März 2024 durch Jasmin Paris unterboten. Sie beendete den Lauf 99 Sekunden vor Ablauf des Zeitlimits. Er ist der insgesamt 17. Absolvent und erste belgische Absolvent in der Geschichte dieses Laufwettbewerbs.
Logistische Unterstützung und Support erhielt er bei vielen dieser Projekte von seinem Schwager und Physiotherapeuten Joren Biebuyck.
In Gent wurde ein Hügel nach ihm benannt, nachdem er dort sehr viel trainierte.

## Erfolge
- 2016: Fastest Known Time (FKT) und Rekordhalter bis 2021 auf dem Pacific Crest Trail (52 Tage, 8 Stunden und 25 Minuten)[9]
- 2018: Fastest Known Time (FKT) und aktueller Rekordhalter beim Appalachian Trail (41 Tage, 7 Stunden und 39 Minuten)[10]
- 2020: Sieger beim World Champion Big's Backyard Ultra mit neuem Weltrekord (75 Runden, 502 km)[11]
- 2021: Fastest Known Time auf dem Via Alpina Red Trail[12]
- 2023: Absolvent des Barkley Marathons[13], neue Fastest Known Time (FKT) auf dem Pacific Crest Trail[14]